# Brodiaea minor
Brodiaea minor là một loài thực vật có hoa trong họ Măng tây. Loài này được (Benth.) S.Watson mô tả khoa học đầu tiên năm 1870.